# 龍華寺 (上海市)

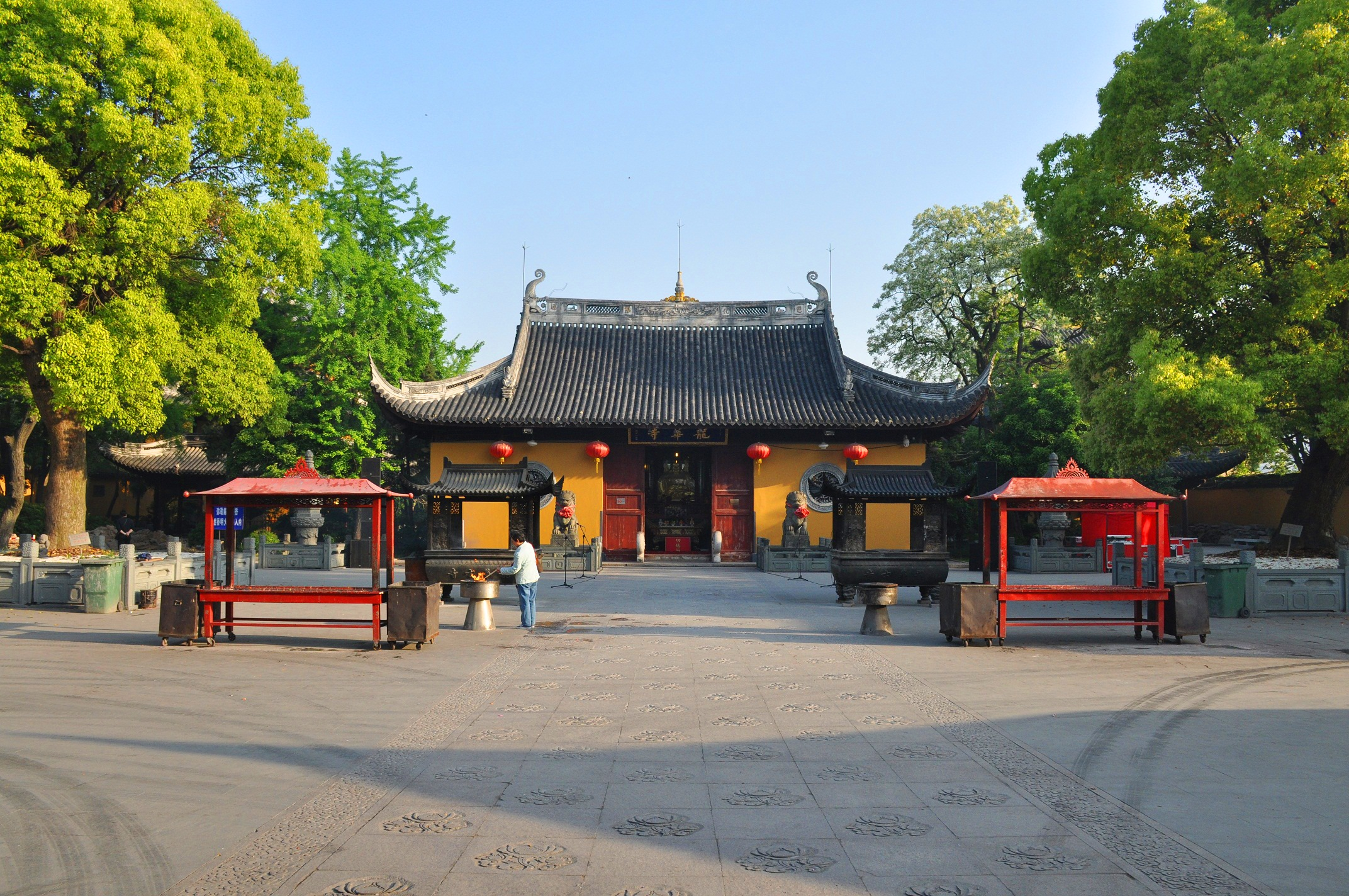
龍華寺。

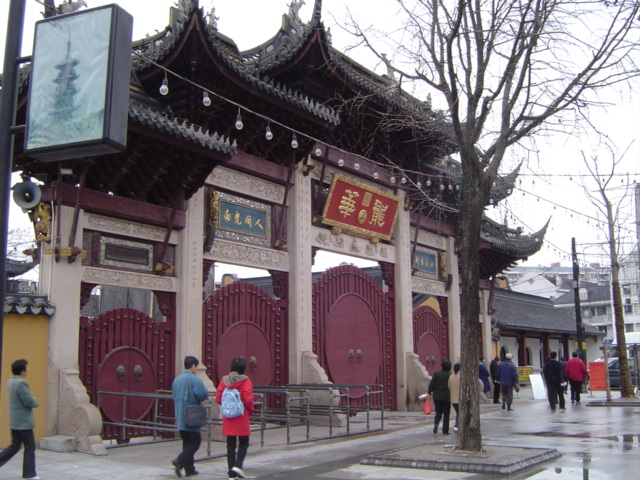
山門。

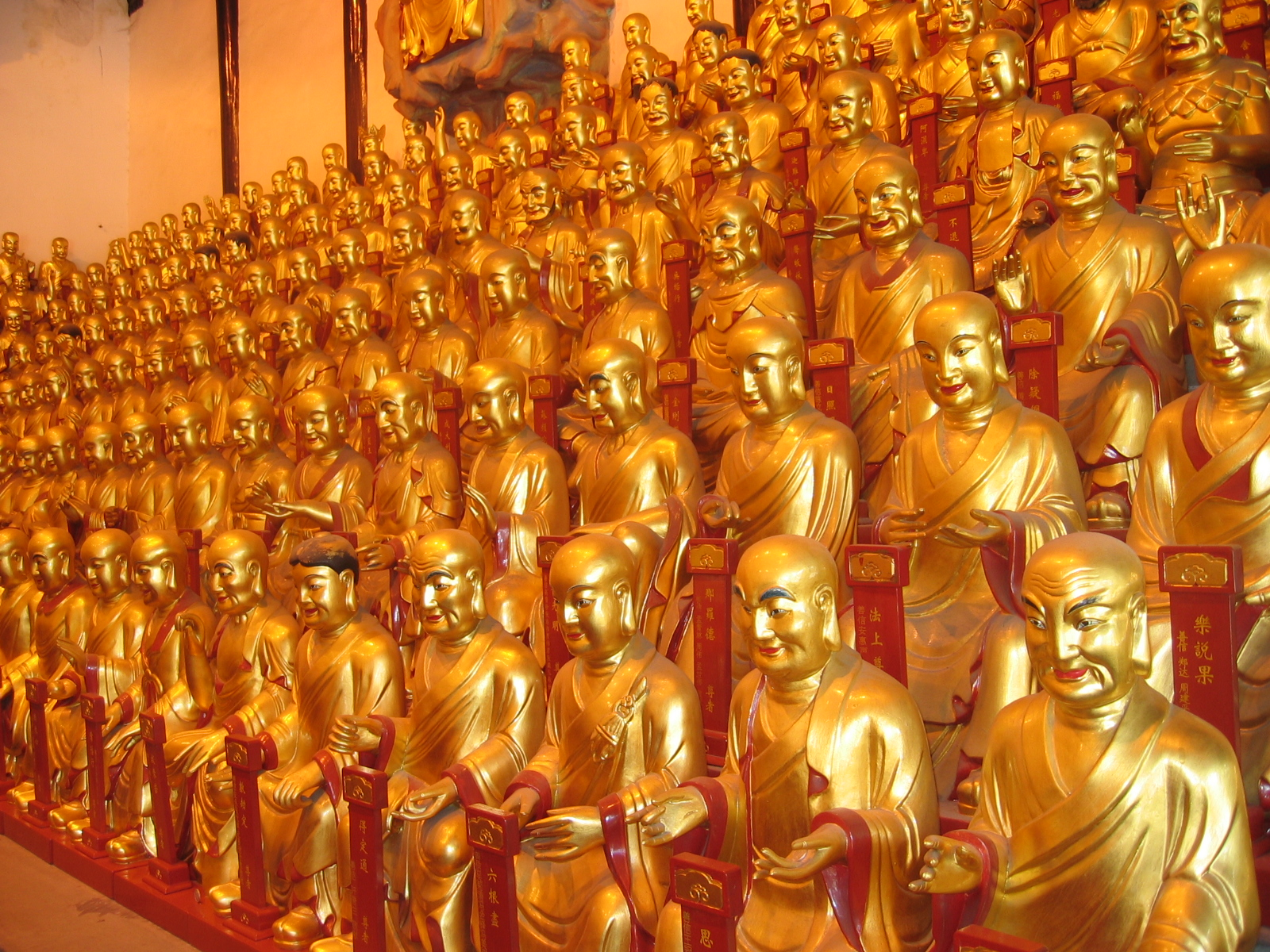
500阿羅漢。

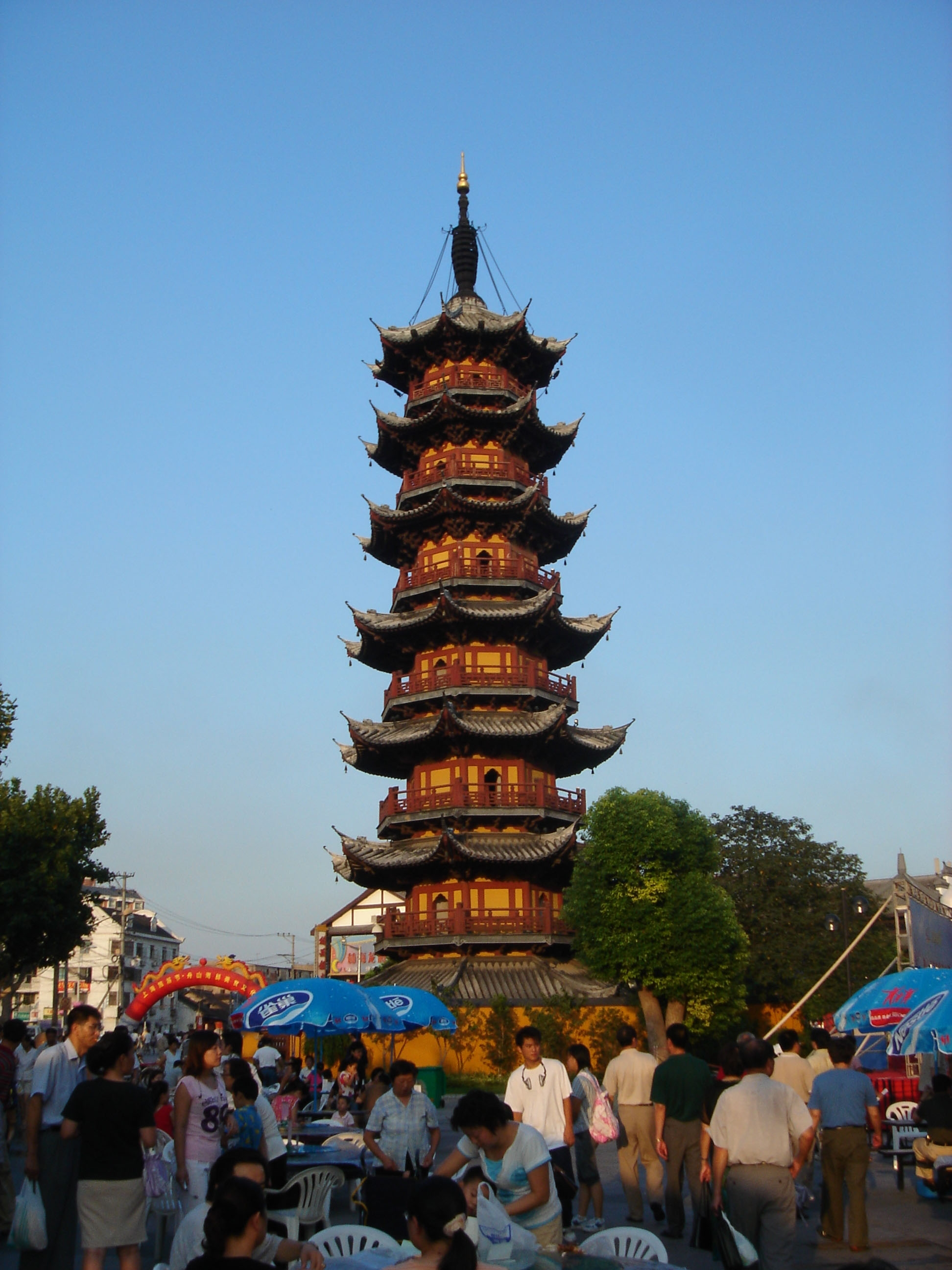
七層八角龍華塔。

龍華寺（りゅうかじ）は、中華人民共和国上海市徐匯区にある仏教寺院。現在の境内の建築は光緒年間に建造されたもの。

## 歴史
三国時代呉の赤烏5年（242年）、僧の康僧会が庵を結んで居し、呉王孫権の母親により創建された。
唐の乾符年間、兵火により一度は廃寺となった。
北宋の太平興国2年（977年）、呉越王銭弘俶は寺院を再建した。治平3年（1066年）、「空相寺」と改称。
南宋末元初の乱、寺は全毀した。
明代の永楽年間は寺院を重修し、大改修後に「龍華寺」に改名した。万暦2年（1574年）、神宗から「大興国万寿慈華禅寺」の名を賜った。
清代の光緒年間に大規模な再建によって、現在の基礎が築かれた。建築全体のスタイルは宋の時代の建築様式「伽藍七堂制」を参考にしている。
1937年、第二次上海事変（八一三中日淞滬戦役）で龍華寺は支那派遣軍の砲火において大きな痛手を受けた。
1957年と1979年、二度の重修。
1966年、文化大革命の時、紅衛兵により對寺廟などの宗教施設が徹底的に破壊された。寺内のすべての文化財が消えた。
1983年、中華人民共和国国務院は仏寺を漢族地区仏教全国重点寺院に認定した。
2006年5月25日、中華人民共和国国務院は仏寺を全国重点文物単位に認定した。

## 伽藍
山門、彌勒殿、天王殿、大雄宝殿（本堂）、三聖殿、観音堂、方丈室、蔵経楼

## 重要文化財
- 千手千眼観音
- 七層八角龍華塔